# Hassania Union Sportive Agadir
La Hassania Union Sportive Agadir (in arabo حسنية أكادير), abbreviato in HUSA, è una società calcistica marocchina con sede nella città di Agadir, fondata nel 1946. Milita nella Botola 1 Pro, la massima divisione del campionato marocchino di calcio.
Ha vinto 2 campionati marocchini. Gioca le partite casalinghe al grande stadio di Agadir (45 480 posti).

## Storia
Il club Hassania Union Sportive Agadir è stato fondato nel 1946. Dopo l'indipendenza del Marocco, nel 1956, venne creata la prima divisione, tuttavia il club Agadir giocò nella seconda divisione per due stagioni, nel 1956-1957 e 1957-1958, e solo nel 1959 riuscì a salire nella prima divisione, dove militò per dieci anni, fino 1968. Durante la stagione agonistica 1959-1960 la città di Agadir venne colpita da un devastante terremoto: nella notte del 29 febbraio 1960 anche molti giocatori e funzionari del club persero la vita. Nel 1963 il club vinse per la prima volta la Coppa del Marocco.
Tornato a giocare nella seconda divisione nel 1968-1969, vi rimase fino al 1970-1971. Risalito in massima serie nel 1986, il club vi militò fino al 1994. Nella stagione 2001-2002 la squadra vinse per la prima volta il massimo campionato marocchino, per poi ottenere un'altra vittoria nella stagione 2002-2003.

## Strutture del club

### Stadio Adrar
Lo stadio Adrar è uno stadio di calcio situato nella città di Agadir, in Marocco. Ha una capacità di 45 480 posti a sedere di cui 10 000 coperti e ospita le partite casalinghe della locale squadra di calcio, l'Hassania Agadir. Fu inaugurato il 11 ottobre 2013.

### Centro di formazione HUSA
Il centro di formazione HUSA è una scuola di formazione calcistica situato nella città di Agadir. È un centro di Classe A, riconosciuto dalla Federazione calcistica del Marocco come uno dei migliori centri di formazione calcistica in Marocco.

## Palmarès

### Competizioni nazionali
- Campionato marocchino: 2

2001-2002, 2002-2003

### Altri piazzamenti
- Campionato marocchino:

Terzo posto: 2017-2018, 2018-2019
- Coppa del Marocco:

Finalista: 1963-1964, 1987-1988, 2005-2006, 2018-2019
- Coppa della Confederazione CAF:

Semifinalista: 2019-2020

## Statistiche

### Competizioni CAF
- CAF Champions League : 2 partecipazioni

2003 - Secondo turno
2004 - Secondo turno
- Coppa della Confederazione CAF : 2 partecipazioni

2007 - Secondo turno

## Rosa 2013-2014

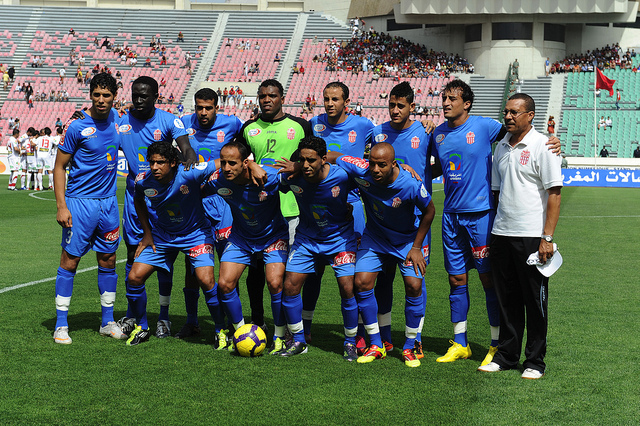
Hassania Agadir 2011

| N. |                    | Ruolo | Calciatore           |
| -- | ------------------ | ----- | -------------------- |
|    | Marocco (bandiera) | P     | Fahd El Ahmadi       |
|    | Marocco (bandiera) | P     | Jamal El Amine       |
|    | Marocco (bandiera) | P     | Hicham El Mejhad     |
|    | Marocco (bandiera) | D     | Abdelali Abbadi      |
|    | Marocco (bandiera) | D     | Jamal Abidi          |
|    | Marocco (bandiera) | D     | Rabii Aboutalbi      |
|    | Marocco (bandiera) | D     | Mouhcine El Achir    |
|    | Benin (bandiera)   | D     | Seidou Barazé        |
|    | Marocco (bandiera) | D     | Karim Ait Darham     |
|    | Marocco (bandiera) | D     | Azzeddine Hissa      |
|    | Marocco (bandiera) | D     | Adil Matouni         |
|    | Marocco (bandiera) | D     | Mehdi Mesyaf         |
|    | Marocco (bandiera) | C     | Mouhcine Abdelmoumen |

| N. |                           | Ruolo | Calciatore        |
| -- | ------------------------- | ----- | ----------------- |
|    | Marocco (bandiera)        | C     | Abdelali Chajii   |
|    | Marocco (bandiera)        | C     | Ahmed Fatihi      |
|    | Marocco (bandiera)        | C     | Taoufik El Hassan |
|    | Costa d'Avorio (bandiera) | C     | Patrick Kouakou   |
|    | Marocco (bandiera)        | C     | Saad Lamti        |
|    | Marocco (bandiera)        | C     | Mehdi Moufaddal   |
|    | Marocco (bandiera)        | C     | Yacine Wakili     |
|    | Marocco (bandiera)        | C     | Soufiane Zakaria  |
|    | Marocco (bandiera)        | A     | Hicham Ben Azza   |
|    | Marocco (bandiera)        | A     | Mohamed Eddaou    |
|    | Marocco (bandiera)        | A     | Hassan Souari     |
|    | Guinea (bandiera)         | A     | Pascal Feindouno  |
|    | Costa d'Avorio (bandiera) | A     | Zoumana Koné      |

## Presidenti
- Hassan Oulhaj 1946 - 1956
- Ahmed EL Kabbaj 1956 - 1958
- 'D' EL Beljiti 1966 - 1967
- El Houssaine Achengueli 1959 - 1966
- Bouaachra EL Marhoume 1967 - 1969
- Mohamed Missa 1969 - 1972
- 'J' EL Qassidi 1972 - 1976
- 'D' EL Beljiti 1977 - 1978
- Mohamed Missa 1979 - 1981
- Mohamed Maama 1981 - 1982
- El Mahjoub Nebou 1982 - 1985
- 'J' El Hcen Jaouhar 1985 - 1989
- Ibrahim Douma 1989 - 1991
- Lahcen Bijdiguen
- Habib Siakhnoch 2019

## Allenatori
- Ion Oblemenco (1996)
- Marcel Pigulea (1996-1997)
- Mohamed Fakhir (2002-2003)
- Aurel Țicleanu (2004)
- Eugen Moldovan (2005-2006)
- Miguel Angel Gamondi (7 gennaio 2007 - 14 novembre 2007)
- Azzedine Aït Djoudi (2007-2008)
- Eugen Moldovan (2008-2009)
- Jean-François Jodar (1º luglio 2009 - 11 giugno 2011)
- Hubert Velud (5 luglio 2011 - 4 ottobre 2011)
- Mustapha Madih (1º novembre 2011 - ?)
- Miguel Angel Gamondi (1º luglio 2017 - 19 novembre 2019)
- Mohamed Fakhir (20 novembre 2019 - 21 gennaio 2020)
- Mustapha Ouchrif (22 gennaio 2020 - in carica)

## Tifoseria

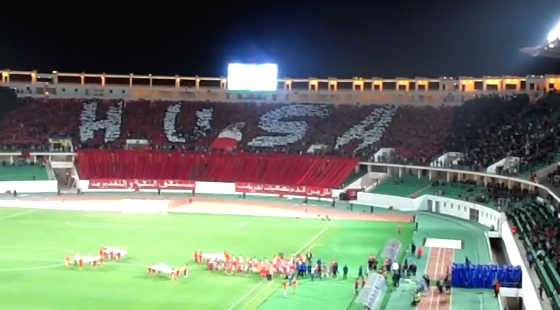
Coreografia dei tifosi dell'Hassania Agadir

Gli Ultras Imazighen (UI) sono un gruppo di tifosi dell'Hassania Agadir fondato nel 2006. In occasione della partita WAC-HUSA del 2014 si sono classificati secondi nella top 10 delle tifoserie del mondo del fine settimana stilata dal giornale francese La Grinta.